# Frederic Guillem Kettler
Frederic Guillem Kettler (en alemany: Frederich III Wilhelm von Kettler, en letó: Frīdrihs Vilhelms Ketlers, 19 de juliol de 1692 - 21 de gener de 1711) va ser duc de Curlàndia i Semigàlia des de 1698 a 1711.

## Biografia
Era fill de Frederic Casimir Kettler i el 1710 va contreure matrimoni amb Anna Ivànovna de Rússia, filla del tsar Ivan V de Rússia.
Durant el seu període de regnat va aplicar una política russa com els seus antecessors, però basada en la influència de la seva dona, futura tsarina de Rússia.
A la seva mort, el Ducat de Curlàndia va passar a les mans de Rússia com a possessió de l'Imperi. Hi va haver un intent d'independència el 1730 per Ferran Kettler, però va tornar a les mans de Rússia i novament a les mans d'Ernst Johann von Biron.